# 588 Dywizja Grenadierów Ludowych (III Rzesza)
588 Dywizja Grenadierów Ludowych – niemiecka dywizja z czasów II wojny światowej, sformowana na poligonie Borne Sulinowo niem. Groß-Born na mocy rozkazu z 2 września 1944 roku, w 32. fali mobilizacyjnej w II Okręgu Wojskowym.

## Struktura organizacyjna
- Struktura organizacyjna we wrześniu  1944 roku:

1., 2. i 3. pułk grenadierów Möckern, pułk artylerii Möckern, batalion pionierów Möckern, dywizyjna kompania fizylierów Möckern, oddział przeciwpancerny Möckern, oddział łączności Möckern, polowy batalion zapasowy Möckern;

## Dowódcy dywizji
- gen. mjr Rolf Scherenberg IX – X 1944;

## Szlak bojowy
Dywizja na mocy rozkazu z dnia 27 października 1944 roku posłużyła do odtworzenia 320 Dywizji Piechoty.